# Estágios de desenvolvimento de grupo
Estágios de desenvolvimento de grupo são etapas padronizadas para a criação de grupos. Existem dois tipos de modelos para a criação desses: o modelo de cinco estágios (grupos efetivos) e modelo de equilíbrio pontual (grupos temporários).

## O modelo de Cinco Estágios
O modelo de cinco estágios, criado por Bruce W Tuckman, baseia-se na padronização na criação de grupos em cinco etapas: formação, tormenta, normalização, desempenho e interrupção. Importante citar que como todo modelo organizacional, não existe uma passagem de etapa clara e definida. Muitas vezes as etapas entrelaçam o término com o começo de uma nova etapa. Além disso, não há padronização de qual etapa é a melhor para alcançar a perfeição em um processo como um todo. Cada grupo possui objetivos diferentes e formas diferentes de interagir, muitas vezes, inclusive, existindo apenas uma etapa do modelo.

### Formação
Estágio em que se inicia a formação do grupo (forming), porém, há incertezas de como o grupo será estruturado, liderado e o que é permitido.  Alguns autores afirmam que nessa fase existem “testes” promovidos pelos membros do grupo para saber se algumas ideias, posições e comportamentos serão aceitos no grupo. Ao término dessa etapa, cada membro aceita-se como parte de um grupo.

### Tempestuosidade
Etapa dos conflitos (storming). Os testes providos anteriormente são confrontados entre os membros do grupo, como hierarquização, líder, motivo da existência e limites. Ao término da etapa, a hierarquia e liderança estarão estabelecidas, além dos conflitos solucionados.

### Normalização
Etapa em que o grupo demonstra interatividade e os problemas e conflitos pessoais são deixados de lado para o bem do grupo (norming). Além disso, os objetivos e entendimento das funções implementadas no grupo são estabelecidas e aceitas por todos.

### Realização
Etapa em que o grupo está concentrado em efetuar e concluir os objetivos anteriormente definidos (performing).

### Suspender
Nos casos de grupos de longa duração, o desempenho é a última etapa. Porém, em casos de grupos que serão dissolvidos, existe a etapa de suspensão (adjourning). Aqui o único objetivo do grupo é finalizar os objetivos e completar as missões a eles designados até o término do grupo.

## O modelo de Equilíbrio Pontual

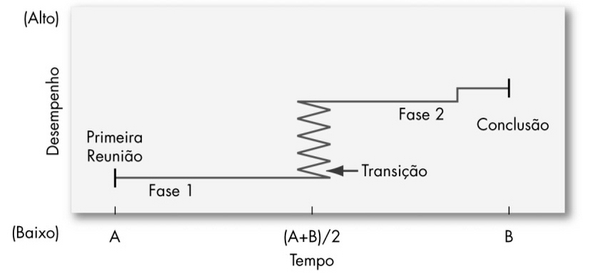
Desenho criado por Stephen P. Robbins para ilustrar o modelo de equilíbrio pontual de C. J. G. Gersick

O modelo de Equilíbrio Pontual, criado por C. J. G. Gersick, existe para explicar grupos temporários, ou seja, grupos que, diferentemente do cinco estágios, é organizado para concluir algum objetivo e, após a conquista, o grupo é desfeito. A chave desse modelo é como o tempo é empregado na formação e conclusão do objetivo do grupo. O modelo é constituído por seis etapas.

### Direção
Essa etapa de direção determina o que o grupo é responsável por fazer. As primeiras ideias e estrutura de como sera o grupo e o objetivo é formado nesse instante.

### Primeira Fase
Depois de determinada as ações, é pouco provável que aconteçam mudanças, por isso é conhecido como momento de inércia.

### Ponto do Meio
Momento em que nota-se que metade (ou mais da metade) do tempo foi gasto e é preciso acelerar os pensamentos ou ações.

### Transição
Essa etapa é quando os padrões estabelecidos na etapa de direção são rompidos ou alterados, surgindo novos padrões.

### Segunda Fase
Exatamente como a primeira fase, a inércia acontece.

### Final
Acontece as ações que foram estabelecidos na transação até o final do objetivo.